# Аленников Микола Сергійович
Аленников, або Алейников Микола Сергійович — службовець волзької пароплавної компанії «Меркурій» у Нижньому Новгороді. Пізніше — управитель компанії в цьому місті. Також працював присяжним повіреним, директором Владикавказької залізниці. Був знайомим Тараса Шевченка

## Біографія
Микола Аленников був одним з засновників пароходного товариства «Русалка» у липні 1856 року. Менше ніж за рік підприємство було поглинуто більш потужним товариством «Меркурій», яке з 1859 року перетворилося на компанію «Кавказ і Меркурій».
Працював завідувачем кабестанного пароплаву, помічником керуючого пароплавства з пасажирських перевезень. На початку 1860-х років очолив нижегородську контору компанії «Кавказ і Меркурій» та увійшов до її ради директорів.
Пізніше працював присяжним повіреним, директором Владикавказької залізниці.
Учився у Тимофія Грановського, спілкувався з Лонгіном Пантелєєвим, який згадував його в спогадах. Аленников брав участь у нелегальних зібраннях «Землі і волі».
Мав ранги колезького секретаря, а пізніше — титулярного радника.
Помер 10 жовтня 1888 року, ймовірно покінчив життя самогубством.

## Знайомство з Шевченком
Тарас Шевченко познайомився з Аленниковим в Нижньому Новгороді, зустрічався з ним і в Петербурзі у 1858—1860 роках. Аленников познайомив Шевченка з нелегальною літературою. Поет згадував Аленникова в «Щоденнику» під прізвищем «Олейников».
Шевченко намалював портрет Аленникова, який не зберігся.